# Emmy Rubensohn

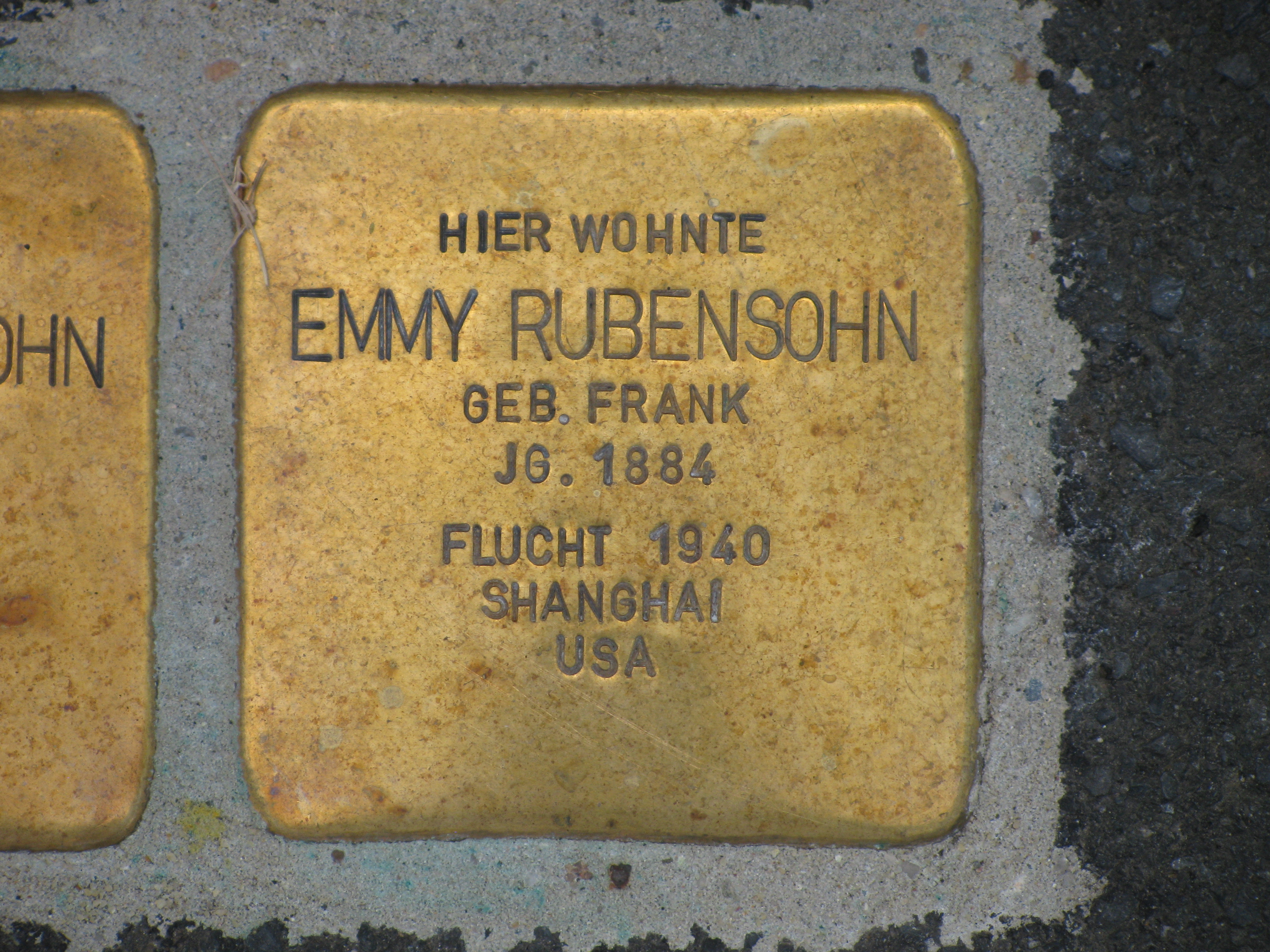
Stolperstein für Emmy Rubensohn

Emmy Rubensohn, geb. Frank (geboren 26. Juni 1884 in Leipzig; gestorben 3. April 1961 in New York) war eine deutsche Musikmäzenin, Konzertmanagerin und Salonnière.

## Leben
Emmy Frank war die Tochter des Leipziger Fabrikanten Wilhelm Frank (1842–1910) und seiner Frau Auguste, geborene Markheim (1846–1911). Aufgewachsen in einem großbürgerlichen jüdischen Haushalt interessierte sich Emmy Rubensohn insbesondere für klassische Musik und war eine eifrige Konzertsängerin. Davon zeugen auch Eintragungen in Rubensohns „Erinnerungs- und Gästebuch“, das sie bis zum Lebensende führte und das bis heute erhalten ist.
1907 heiratete sie den Kasseler Unternehmer Ernst Rubensohn (1873–1951), mit dem sie nach Kassel zog. 1913 nahm das Ehepaar Emmys Nichte, die spätere Schriftstellerin Dorothea Gotfurt, geb. Frank, als Pflegetochter auf, die bis 1921 im Haushalt der Rubensohns lebte. Die Rubensohns pflegten Kontakte mit der bildungsbürgerlichen Oberschicht Kassels, so zum Beispiel mit den Kunsthistorikern Georg Gronau, Rudolf Hallo und Otto Benesch. Auch berühmte Musiker verkehrten im Haus der Rubinsohns, das so, insbesondere nach 1918, zu einem kulturellen Treffpunkt wurde. Zu Gast waren zum Beispiel der Dirigent Wilhelm Furtwängler und der Maler Oskar Kokoschka. Der Komponist Ernst Krenek vollendete 1926 im Haus der Rubinsohns seine Oper „Johnny spielt auf“. Neben Krenek war Emmy Rubensohn dem Regisseur Ernst Legal besonders eng verbunden, mit dem sie eine längere Affäre hatte.
Nach der sog. „Machtergreifung“ der Nationalsozialisten geriet Emmy Rubensohn zunächst – auch gesundheitlich bedingt – in eine persönliche Krise. 1934 wirkte sie an der Gründung des Jüdischen Kulturbunds Kassel mit, der bis 1937 zahlreiche Konzerte und Vorträge organisierte. Wahrscheinlich war Rubensohn auch an der Gründung des Reichsverbandes Jüdischer Kulturbünde in Deutschland im April 1935 beteiligt.
Nach dem Novemberpogrom 1938 wurde Ernst Rubensohn gezwungen, seine Aktienanteile an der familieneigenen Firma zu verkaufen – offenbar sogar zu marktüblichen Preisen. Das Ehepaar zog nach Berlin, in eine Villa im Grunewald, um die eigene Emigration vorzubereiten. Das Haus in Kassel und fast das gesamte Hab und Gut mussten die Rubensohns verkaufen, um ihre Emigration zu finanzieren. Ende 1940 emigrieren sie nach Shanghai. Bei ihrer Flucht vor den Nationalsozialisten ließ Emmy Rubensohn eine Bibliothek mit 3000 Bänden zurück. Emmy Rubensohn und ihr Mann hielten sich mit Gelegenheitsjobs über Wasser. 1947 wanderten sie in die USA aus. Durch Entschädigungszahlungen aus Deutschland konnte sich das Paar wieder einen gewissen Wohlstand leisten. In New York pflegte Emmy Rubensohn auch wieder ihre kulturellen Aktivitäten und Kontakte, so zum Beispiel zur Sängerin Herta Glaz, zum Dirigenten Dimitri Mitropoulos, zum Geiger Roman Totenberg und wieder zum ebenfalls emigrierten Ernst Krenek.

## Ehrungen

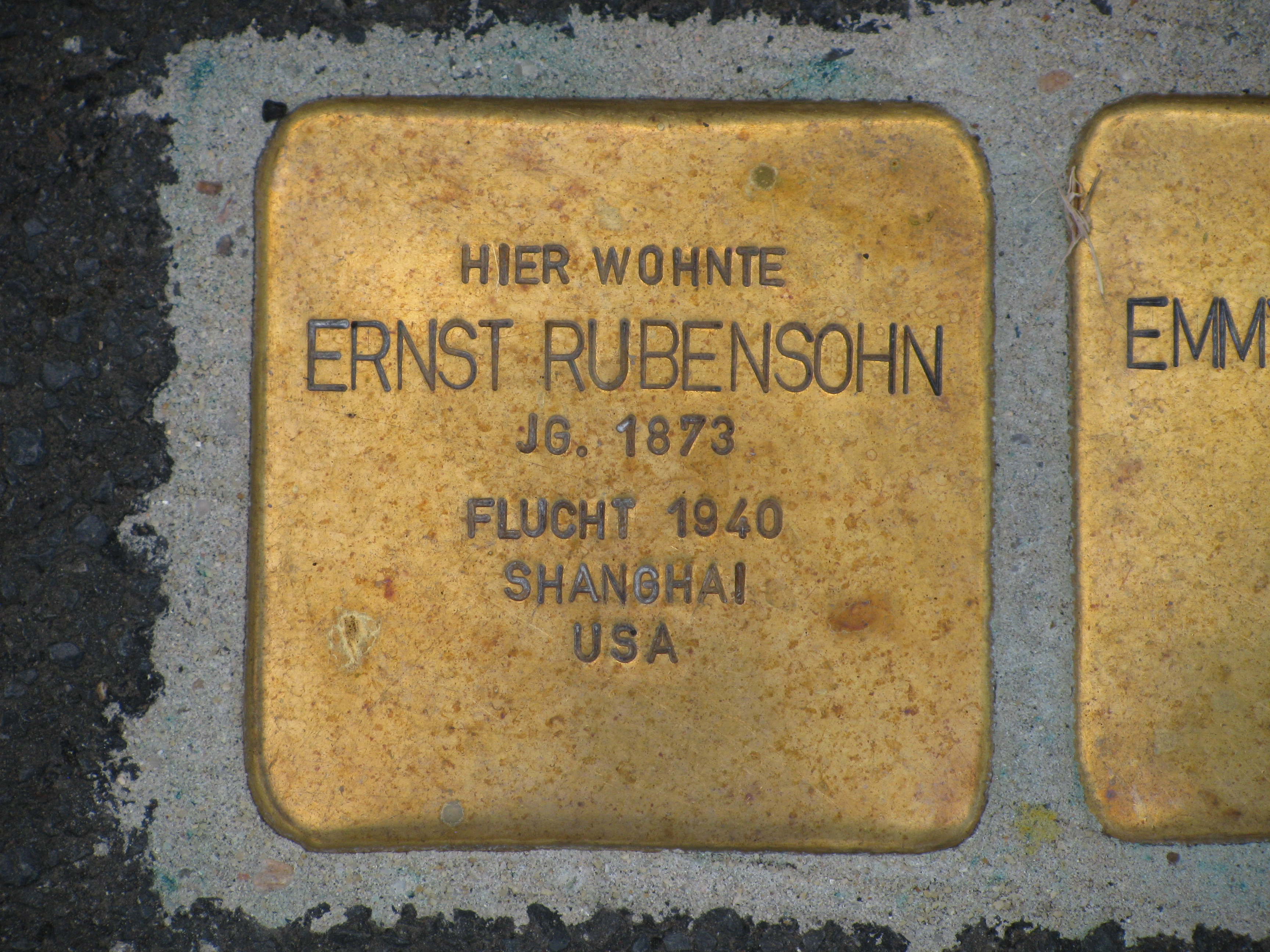
Stolperstein für Ernst Rubensohn

- Stolperstein für Ernst RubensohnFür Emmy Rubensohn und ihren Mann Ernst wurden im Jahr 2001 in der Straße Terrasse 13 in Kassel Stolpersteine verlegt.